# Hydrocleys
Hydrocleys is een geslacht uit de waterweegbreefamilie (Alismataceae). De soorten komen voor in de tropische delen van Centraal-Amerika en Zuid-Amerika.

## Soorten
- Hydrocleys martii Seub.
- Hydrocleys mattogrossensis (Kuntze) Holm-Niels. & R.R.Haynes
- Hydrocleys modesta Pedersen
- Hydrocleys nymphoides (Humb. & Bonpl. ex Willd.) Buchenau
- Hydrocleys parviflora Seub.

Albidella · 
Alisma (Waterweegbree) · 
Baldellia · 
Burnatia · 
Caldesia · 
Damasonium · 
Echinodorus · 
Limnophyton · 
Luronium · 
Ranalisma · 
Sagittaria · 
Wiesneria